# Powys Wenwynwyn
Knížectví Powys Wenwynwyn (velšsky Tywysogaeth Powys Wenwynwyn) nebo také Powys Cyfeiliog bylo středověké velšské knížectví, které do roku 1160 tvořilo jižní část království Powys ve východním Walesu. Toto velšské království se rozdělilo do dvou menších knížectví, přičemž jižní část byla významnější. Po určitou dobu byl Powys Wenwynwyn rivalem království Gwynedd.

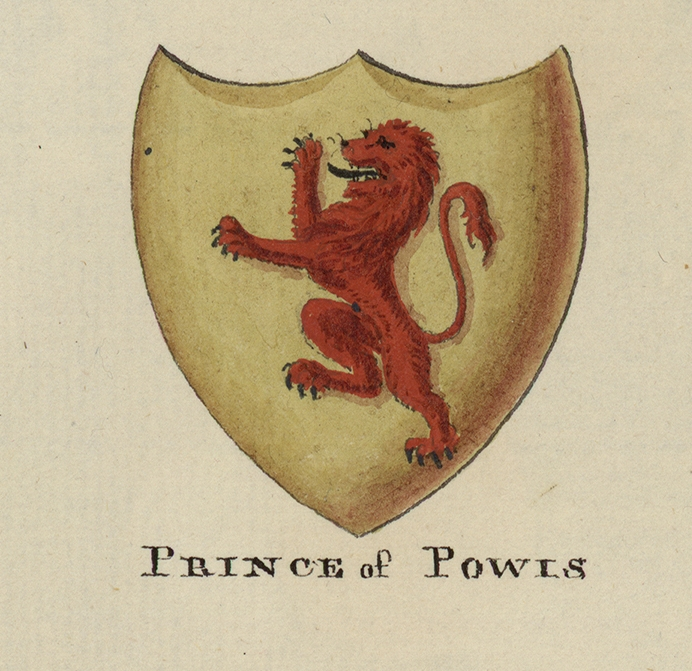
Znak dynastie

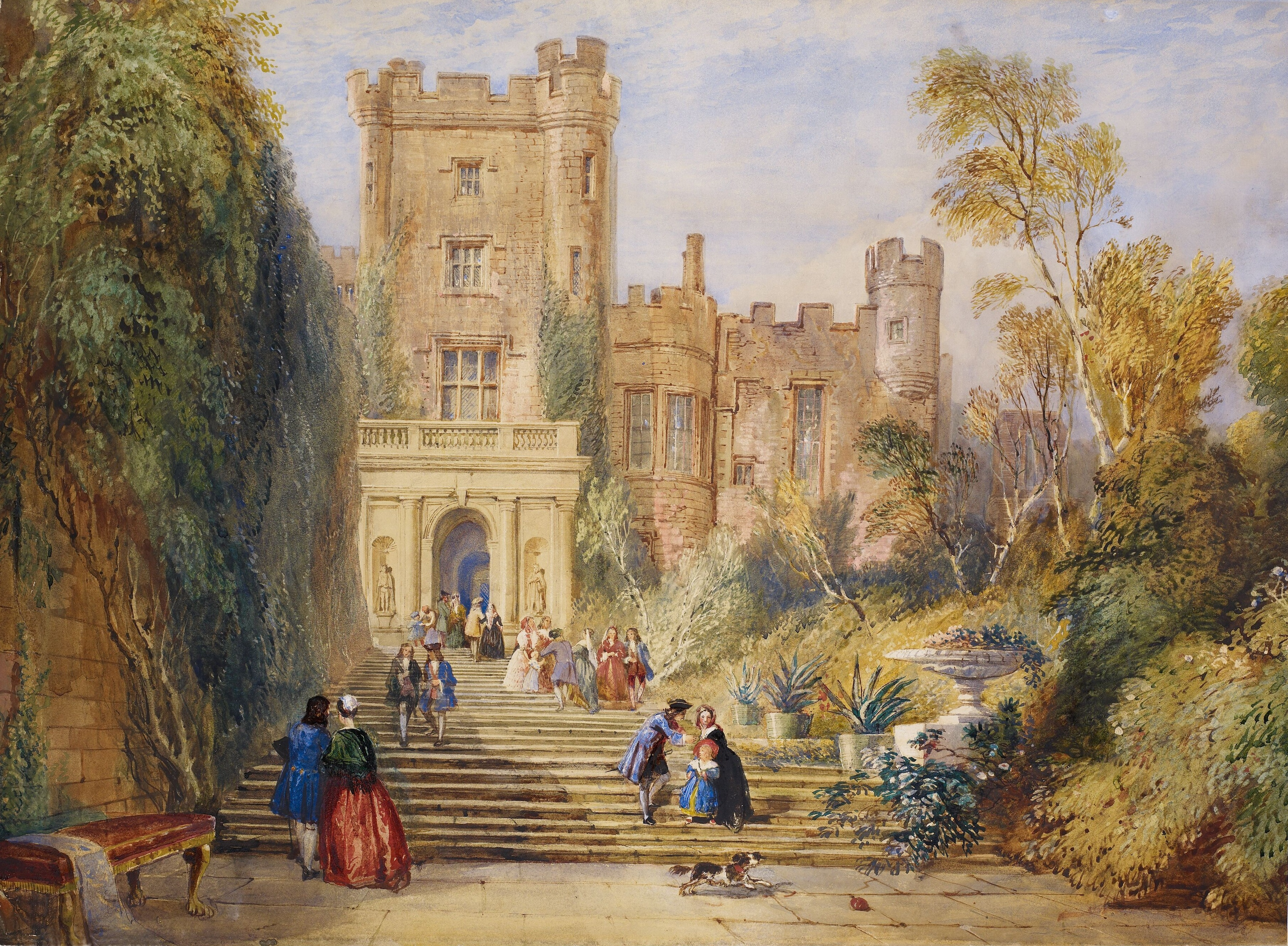
Hrad Powys, malba David Cox

Svou samostatnost ztratil Powys roku 1282 po smrti Llywelyna ap Gruffydda, kterého coby panovníka království Gwynedd uznal i Powys za krále Walesu a po jehož smrti v tomto roce přešel do správy anglických panovníků.